# Calectasia
Calectasia, rod jednosupnica iz porodice Dasypogonaceae, red palmolike. Postoji 15 priznatih vrsta, sve australski endemi u državama Victoria i Južna i Zapadna Australija.

## Opis
Vrste ovog roda su kserofiti. To su višegodišnji niski polugrmovi s rizomom ili korijenjem koje veže pijesak. Stabljike su uspravne ili povremeno raširene. Listovi sjedeći, naizmjenični, linearni, baza otvrdnuta i stabljika tijesno omotana, postojana; ovojnica tijesno priljubljena uz stabljiku, postojana. Cvjetovi aktinomorfni, dvospolni, sjedeći, vršni, pojedinačni, okruženi rahlim braktejama, bez mirisa. Čašice i latice nediferencirane, spojene u cjevčicu u donjoj polovici. Prašnici umetnuti u bazu režnjeva perianta; prašnici pričvršćeni na bazi, linearni, istaknuti, žuti, obično postaju crveni ili smeđi s godinama, niti prašnika sigmoidne do ravne. Ovarij jednolokularni, gornji; ovuli 3, bazalno pričvršćeni. Struktura vitka, napeta, okrenuta na jednu stranu, premašuje prašnike; stigma jednostavna. Plod nerazvijen (anthocarpous), jednosjemeni, pada s perianthom. Sjeme duguljasto.

## Vrste
1. Calectasia browneana Keighery & K.W.Dixon & R.L.Barrett
2. Calectasia cyanea R.Br.
3. Calectasia demarzii R.L.Barrett
4. Calectasia elegans R.L.Barrett
5. Calectasia gracilis Keighery
6. Calectasia grandiflora Preiss
7. Calectasia hispida R.L.Barrett & K.W.Dixon
8. Calectasia intermedia Sond.
9. Calectasia jubilaea R.L.Barrett
10. Calectasia keigheryi R.L.Barrett & K.W.Dixon
11. Calectasia narragara R.L.Barrett & K.W.Dixon
12. Calectasia obtusa R.L.Barrett & K.W.Dixon
13. Calectasia palustris R.L.Barrett & K.W.Dixon
14. Calectasia pignattiana K.W.Dixon & R.L.Barrett
15. Calectasia valida R.L.Barrett

## Sinonimi
- Huttia Preiss ex Hook.
- Scaryomyrtus F.Muell.